# Blattella formosana
Blattella formosana är en kackerlacksart som först beskrevs av Heinrich Hugo Karny 1915.  Blattella formosana ingår i släktet Blattella och familjen småkackerlackor.
Artens utbredningsområde är Taiwan. Inga underarter finns listade.